# Katherine Rawls
Katherine Rawls   (Nashville, 14 de juny de 1917 - White Sulphur Springs, 8 d'abril de 1982), també coneguda com a Katy Rawls, Peggy Rawls o Katherine Rawls Thompson, fou una saltadora i nedadora estatunidenca, que destacà a la dècada del 1930.

## Biografia
Va néixer el 14 de juny de 1918 a la ciutat de Nashville,. població situada a l'estat de Tennessee. Va morir el 8 d'abril de 1982 a la ciutat de White Sulphur Springs, població situada a l'estat de Virgínia de l'Oest.

## Carrera esportiva
Esportista pluridisciplinària, va destacar tant en la natació com en els salts. Va participar, als 14 anys, en els Jocs Olímpics d'Estiu de 1932 realitzats a Los Angeles (Estats Units), on va aconseguir guanyar la medalla de plata en la prova femenina de trampolí de 3 metres. En els Jocs Olímpics d'Estiu de 1936 realitzats a Berlín (Alemanya) va participar en dues proves de natació, aconseguint guanyar la medalla de bronze en els relleus 4x100 lliures femenins, a més de finalitzar setena en els 100 metres lliures femenins, i en la prova de trampolí de 3 metres aconseguí revalidar la seva medalla de plata.
Al llarg de la seva carrera aconseguí guanyar 33 títols nacionals del seu país, 5 en salts i 28 en natació.